# Viforoasa, Mureș
Viforoasa este un sat în comuna Fântânele din județul Mureș, Transilvania, România.

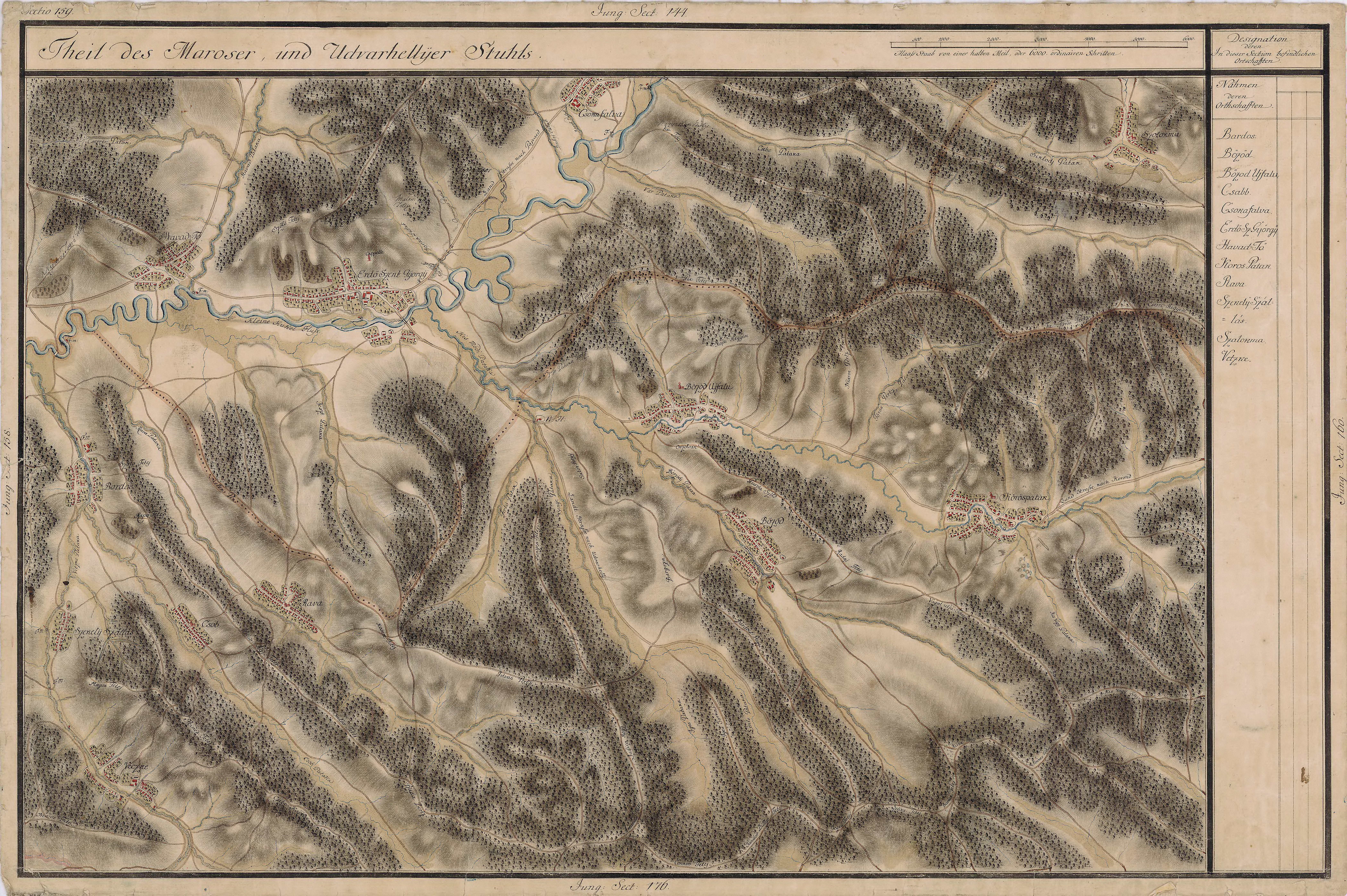
Viforoasa în Harta Iosefină a Transilvaniei, 1769-73

## Imagini

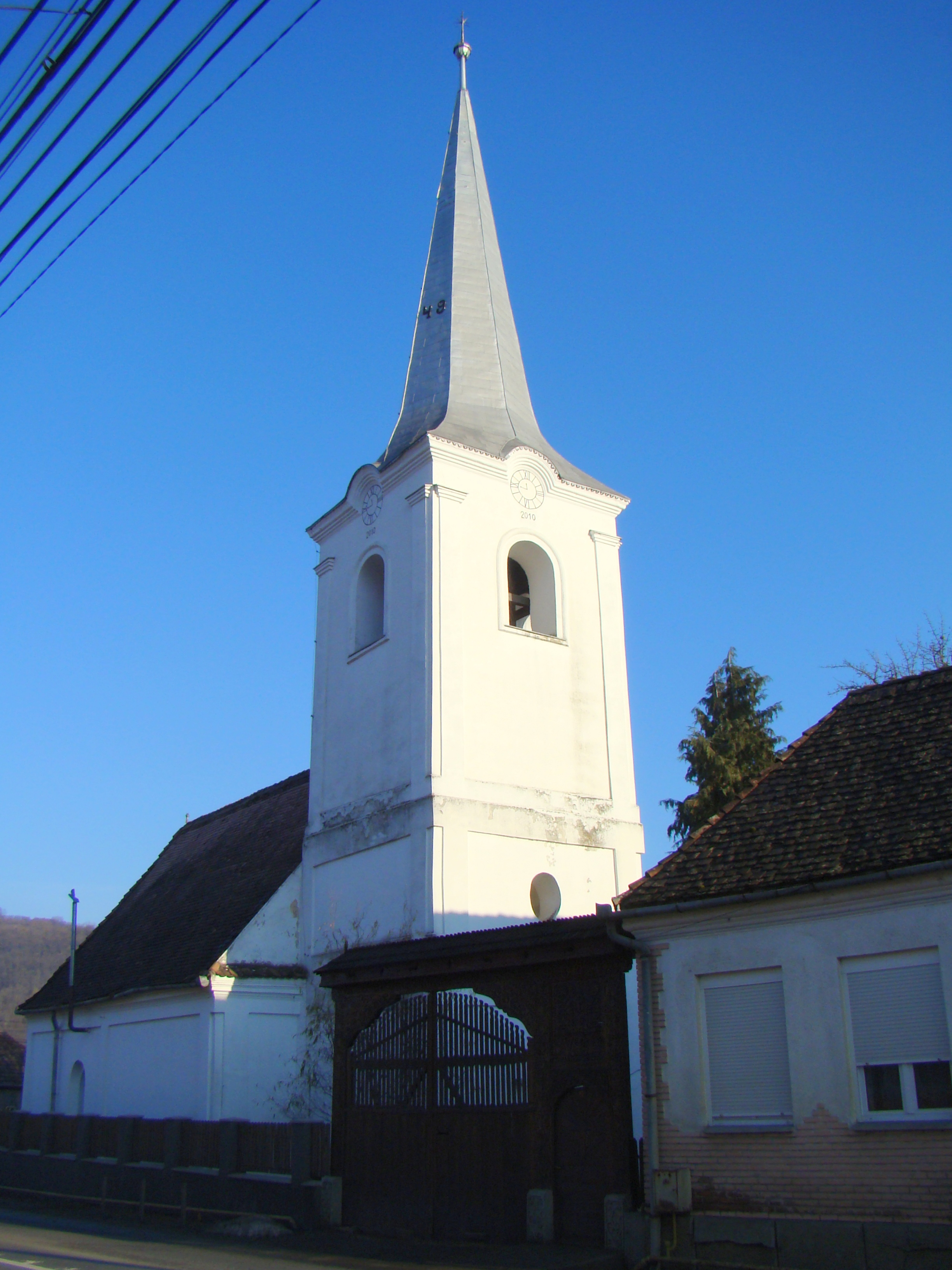
Biserica reformată (1826)
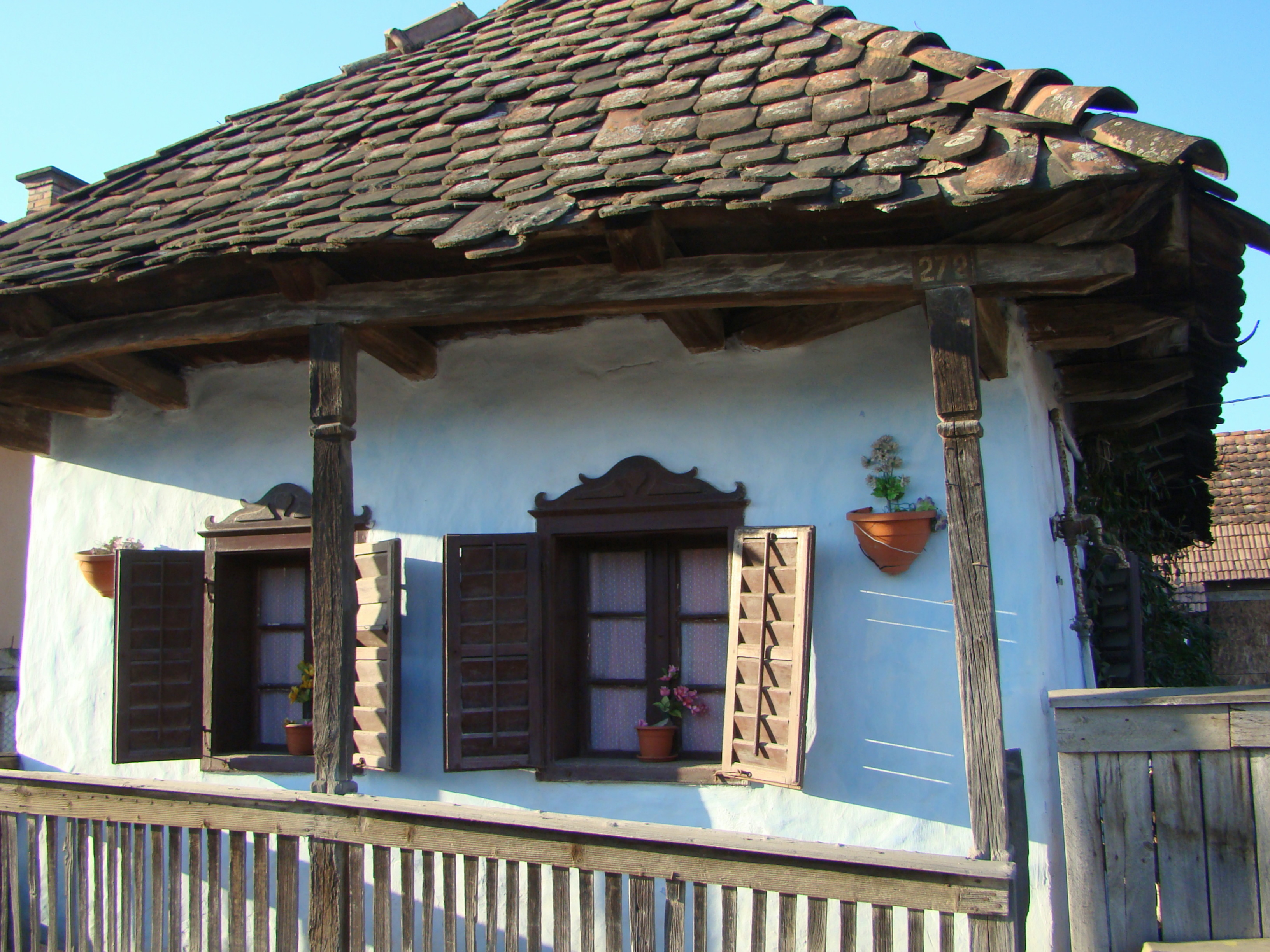
Casă tradițională
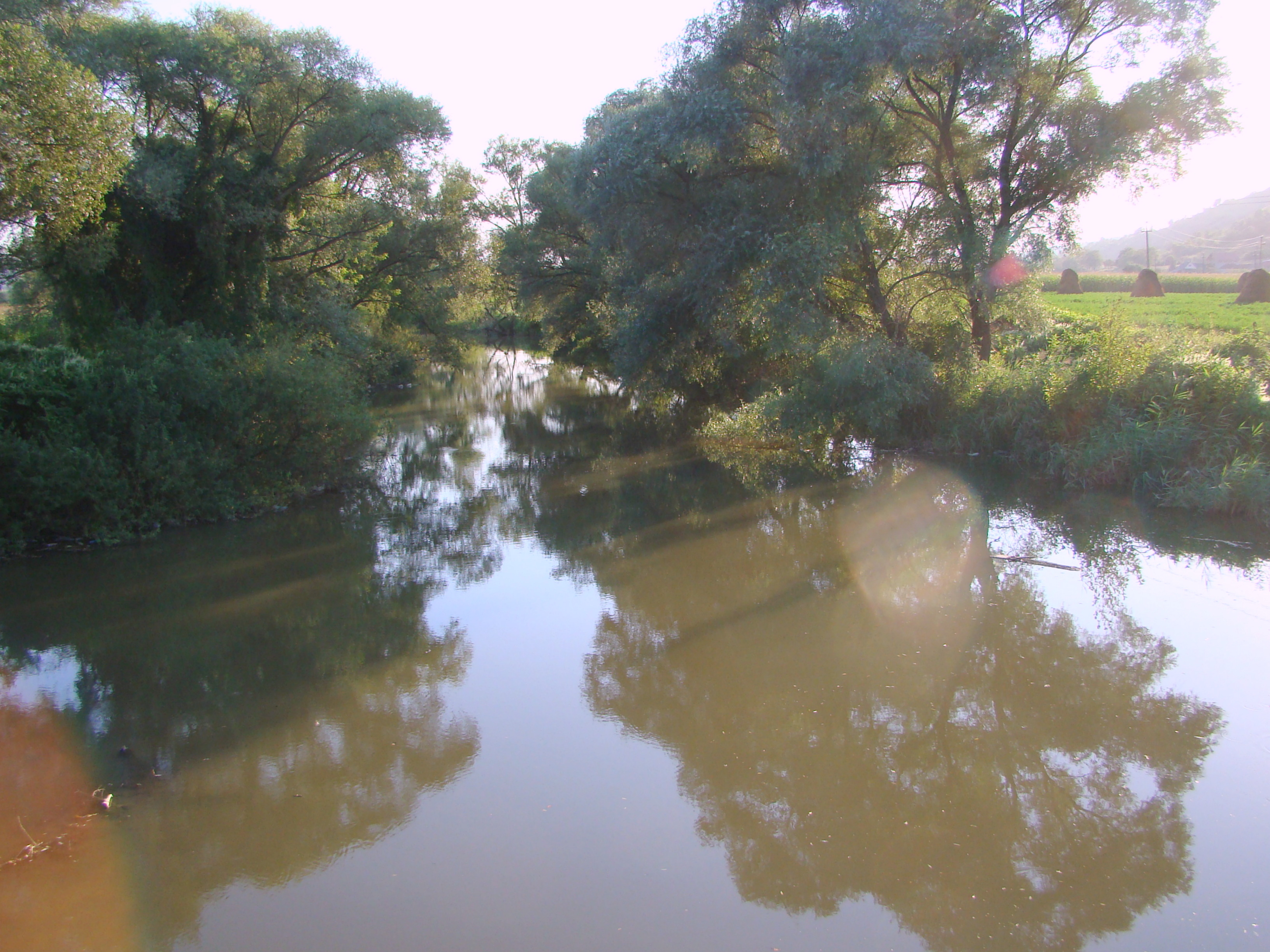
Râul Târnava Mică la Viforoasa